# Махнівська сільська рада (Борзнянський район)
Махнівська сільська́ ра́да (до 2016 року — Петрівська) — адміністративно-територіальна одиниця та орган місцевого самоврядування в Борзнянському районі Чернігівської області. Адміністративний центр — село Махнівка.

## Загальні відомості
- Територія ради: 36,25 км²
- Населення ради: 501 особа (станом на 2001 рік)

Петрівська сільська рада зареєстрована 1918 року. 
Стала однією з 26-ти сільських рад Борзнянського району і одна з 10-ти, яка складається з одного населеного пункту.
5.02.1965 Указом Президії Верховної Ради Української РСР передано сільради: Петрівську Ічнянського району — до складу Борзнянського району, Обичівську та Ряшківську — до складу Прилуцького району.

## Населені пункти
Сільській раді підпорядковані населені пункти:
- с. Махнівка

## Освіта
На території сільради діє Петрівська ЗОШ І-ІІ ст.

## Склад ради
Рада складалася з 15 депутатів та голови.
- Голова ради: Деунека Олег Іванович
- Секретар ради: Хоменко Світлана Анатоліївна

### Керівний склад попередніх скликань
| Прізвище, ім'я, по батькові | Основні відомості                                   | Дата обрання | Дата звільнення |
| --------------------------- | --------------------------------------------------- | ------------ | --------------- |
| Дейнека Олег Іванович       | Сільський голова, 1964 року народження              | 26.03.2006   | 31.10.2010      |
| Деунека Олег Іванович       | Сільський голова, 1964 року народження, освіта вища | 31.10.2010   |                 |

Примітка: таблиця складена за даними сайту Верховної Ради України

### Депутати
За результатами місцевих виборів 2010 року депутатами ради стали:

#### За суб'єктами висування
| Суб'єкт висування                                       | Кількість обраних депутатів | %    |
| ------------------------------------------------------- | --------------------------- | ---- |
| Партія регіонів                                         | 5                           | 33,3 |
| Політична партія Всеукраїнське об'єднання «Батьківщина» | 4                           | 26,7 |
| Народна партія                                          | 3                           | 20   |
| Політична партія «Сильна Україна»                       | 2                           | 13,3 |
| Самовисування                                           | 1                           | 6,7  |

#### За округами
| № округу                                                | Прізвище, ім'я, по батькові   | Дата визнання обраним | Освіта  | Партійна приналежність                        | Відомості про обраного депутата                                          |
| ------------------------------------------------------- | ----------------------------- | --------------------- | ------- | --------------------------------------------- | ------------------------------------------------------------------------ |
| Народна Партія                                          |                               |                       |         |                                               |                                                                          |
| 2                                                       | Колесник Світлана Анатоліївна | 02.11.2010            | вища    | член Народної партії                          | Петрівська сільська рада, бухгалтер                                      |
| 3                                                       | Хоменко Світлана Анатоліївна  | 02.11.2010            | середня | член Народної партії                          | Петрівська сільська рада, секретар                                       |
| 5                                                       | Головань Ніна Петрівна        | 02.11.2010            | середня | член Народної партії                          | Петрівська сільська рада, касир                                          |
| Партія регіонів                                         |                               |                       |         |                                               |                                                                          |
| 6                                                       | Заїка Віра Миколаївна         | 02.11.2010            | середня | позапартійна                                  | Петрівська бібліотека, бібліотекар                                       |
| 7                                                       | Разумна Оксана Володимирівна  | 02.11.2010            | середня | член Партії регіонів                          | Петрівська сільська рада, техпрацівник                                   |
| 8                                                       | Дяченко Микола Петрович       | 02.11.2010            | середня | член Партії регіонів                          | Петрівська загальноосвітня школа, завгосп                                |
| 10                                                      | Бур'ян Людмила Петрівна       | 02.11.2010            | середня | позапартійна                                  | тимчасово не працює                                                      |
| 15                                                      | Шешеня Василь Миколайович     | 02.11.2010            | середня | позапартійний                                 | Петрівська загальноосвітня школа, кочегар                                |
| Політична партія Всеукраїнське об'єднання «Батьківщина» |                               |                       |         |                                               |                                                                          |
| 11                                                      | Нагорний Володимир Михайлович | 02.11.2010            | середня | член Всеукраїнського об'єднання «Батьківщина» | ФГ Нагорного М. І., фермер                                               |
| 12                                                      | Нагорна Віра Петрівна         | 02.11.2010            | вища    | позапартійна                                  | пенсіонер                                                                |
| 13                                                      | Колесник Надія Анатоліївна    | 02.11.2010            | вища    | позапартійна                                  | ФГ ТимошенкоВ. І., фельдшер                                              |
| 14                                                      | Семенченко Ольга Григорівна   | 02.11.2010            | середня | член Всеукраїнського об'єднання «Батьківщина» | Ніжинський молоко завод, приймальник молока                              |
| Політична партія «Сильна Україна»                       |                               |                       |         |                                               |                                                                          |
| 1                                                       | Коваленко Галина Миколаївна   | 02.11.2010            | вища    | позапартійна                                  | Управління прації та соціального захисту населення, соціальний працівник |
| 4                                                       | Дубок Наталія Іванівна        | 02.11.2010            | вища    | позапартійна                                  | Петрівська загальноосвітня школа, вчитель                                |
| Самовисування                                           |                               |                       |         |                                               |                                                                          |
| 9                                                       | Нагорний Михайло Іванович     | 02.11.2010            | вища    | член Політичної партії «Наша Україна»         | ФГ «Ранок», фермер                                                       |